# EcoRV
EcoRV (pronuncia: eco R cinque) è una endonucleasi di secondo tipo isolata da specifiche linee di Escherichia coli. Spesso l'enzima viene anche definito Eco32I.
In biologia molecolare, EcoRV è un enzima di restrizione comunemente utilizzato, in grado di produrre tagli orizzontali ed estremità non coesive. Esso riconosce la sequenza palindromica 5'-GAT|ATC-3', operando un taglio presso la linea orizzontale. La sequenza complementare è dunque 3'-CTA|TAG-5'.

La sequenza di DNA riconosciuta da EcoRV e, in verde, il sito di taglio.

## Struttura
La struttura di EcoRV è stata definita attraverso cristallografia a raggi X, ad ottenerne la conformazione in associazione alla sequenza bersaglio.
L'interno dell'enzima (core) consiste di un foglietto β composto da cinque filamenti fiancheggiato da α eliche. Questo core è conservato in tutte le endonucleasi di secondo tipo. Esso presenta anche un sottodominio NTD di dimerizzazione, formato da una breve α elica, un foglietto a due filamenti antiparalleli ed una lunga α elica. Questo sottodominio è presente solo in EcoRV e PvuII.

## Meccanismo di azione
Come EcoRI, anche EcoRV forma un omodimero in soluzione prima di legare e tagliare la sua sequenza specifica di DNA. Dapprima l'enzima si lega debolmente ad un sito non specifico di DNA, quindi si sposta casualmente lungo il DNA alla ricerca del sito, che riconosce con estrema specificità.
Il legame di questo enzima induce un cambiamento conformazionale nel DNA, inducendone un piegamento di circa 50°. L'effetto di tale piegamento è una maggiore accessibilità del solco minore ed una compressione di quello maggiore, con conseguenze sul legame fosfodiestere, che viene avvicinato al sito attivo dell'enzima e tagliato. Il taglio dunque non richiede la presenza di ATP. EcoRV è l'unico enzima di restrizione noto per generare un cambiamento conformazionale nel DNA di questa entità.

## Utilizzi
EcoRV è spesso utilizzato, in soluzione in albumina di siero bovino, per operare un subclonaggio, inserendo cioè un frammento genico d'interesse all'interno di un vettore come un plasmide.